# Eton crop

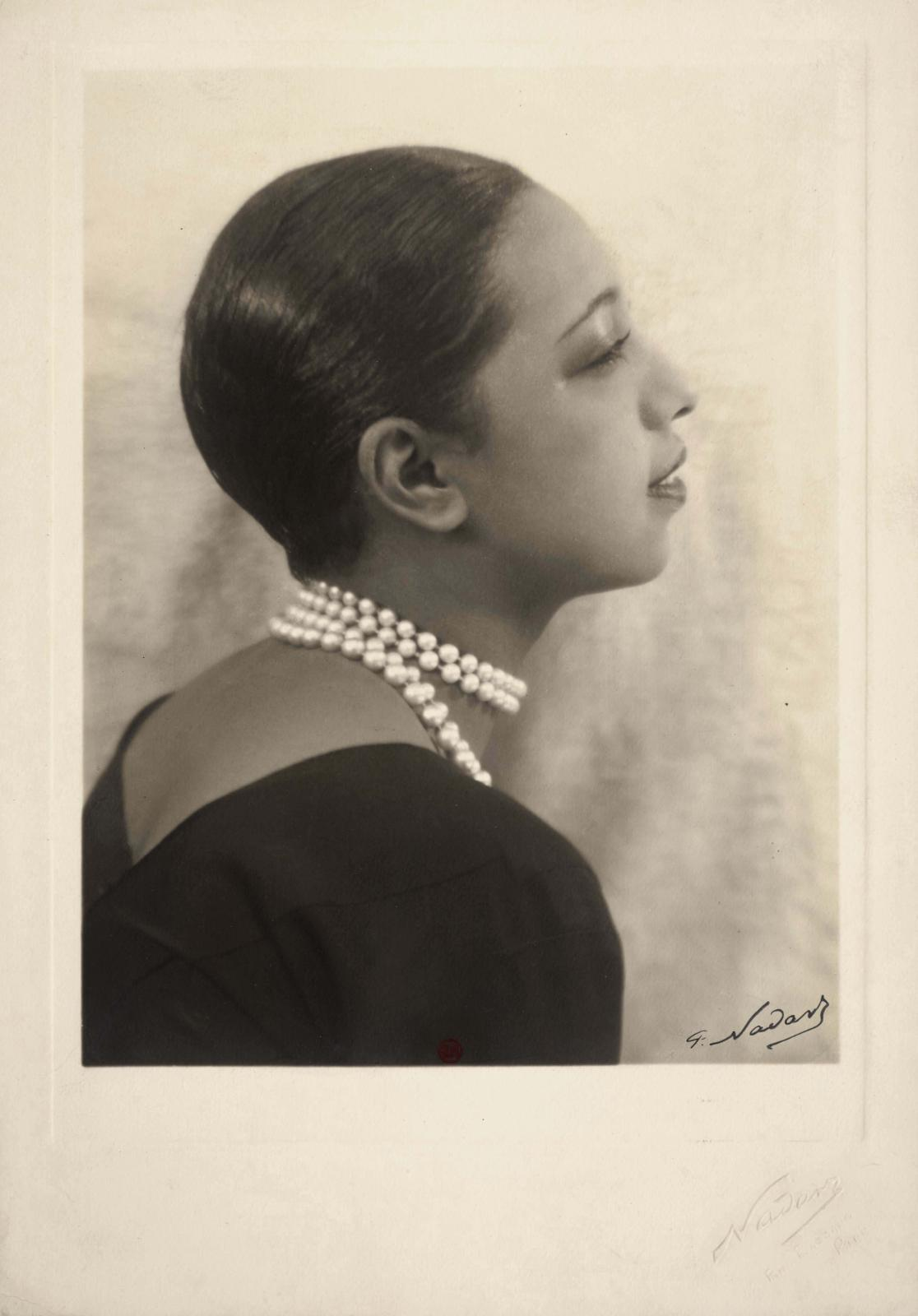
Josephine Baker in 1930 met haar haar in een Eton crop

De Eton crop was een haarstijl die populair was bij vrouwen in de jaren 1920. De stijl was kort en masculien en kan gezien worden als een kortere versie van de eveneens populaire bob. In de jaren 1920 werd het kapsel geassocieerd met lesbiennes. Hoewel het kapsel ontstond in de jaren 1920, wordt het ook nog incidenteel heden ten dage gedragen.

## Herkomst
De stijl komt waarschijnlijk uit Engeland en de naam is een verwijzing naar Eton College, een privéschool voor jongens, en benadrukt hiermee de meer masculiene wijze van haardracht. Performer Josephine Baker droeg de stijl in de jaren 1920 en zelfs nog in 1930 en populariseerde deze in Frankrijk en de Verenigde Staten. De stijl was vooral populair in de tweede helft van de jaren 1920. In de Verenigde Staten stond het kapsel ook bekend als Boy Bob of Boyish Bob.

## Styling
De stijl deed denken aan korte mannenkapsels en werd ook op dezelfde wijze gestyled. Men kon brylcreem en andere andere haarpommades gebruiken. Vervolgens werd het haar strak tegen het hoofd gekamd, eventueel met wat kunstmatig gemaakte golven of kunstig op het hoofd geplaatste pieken. Er kon eventueel ook een scheiding in het haar gemaakt worden. De in deze tijd populaire cloche kon gemakkelijk en goed aansluiten over het kapsel heen gedragen worden.

## Reactie
De stijl was populair bij lesbiennes die hun seksualiteit op deze manier aan elkaar signaleerden Vooral in conservatievere kringen was de reactie op de haardracht negatief. In Duitsland speelde daarnaast een sterke associatie tussen lang haar bij vrouwen en het Arisch ras. Binnen rechts-conservatieve kringen werd de Eton crop dan ook met argwaan bekeken.

## Bekende draagsters
- Josephine Baker
- Bessie Love
- Leatrice Joy
- Renée Sintenis
- Aenne Biermann
- Emma Watson (omstreeks 2011)
- Kate Mara (omstreeks 2015)

## Afbeeldingen

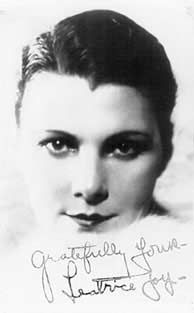
Leatrice Joy begin jaren 1920
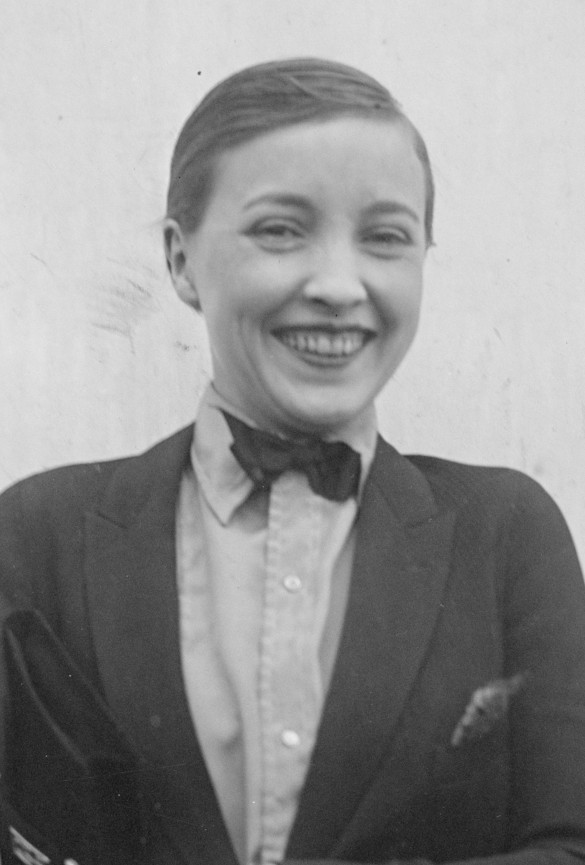
Bessie Love in 1925
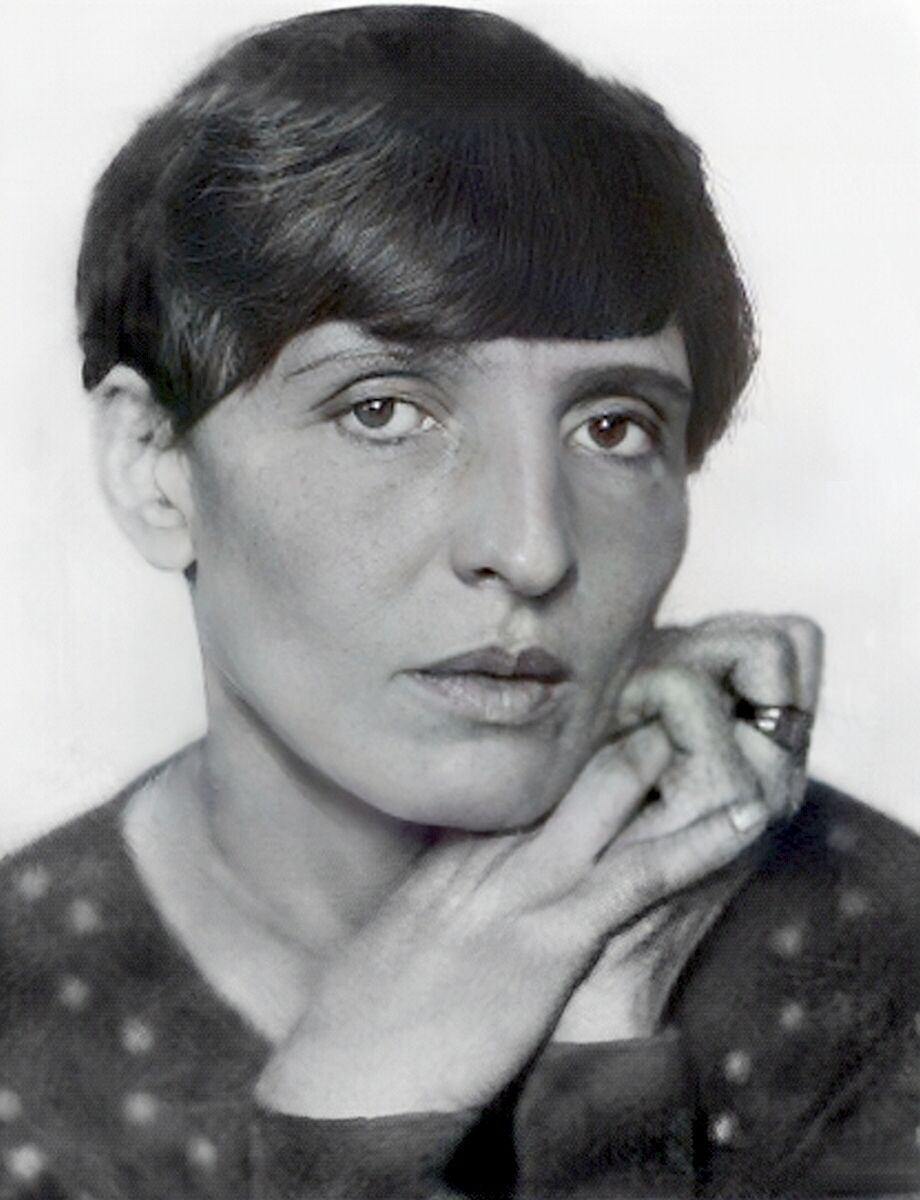
Renée Sintenis in 1930
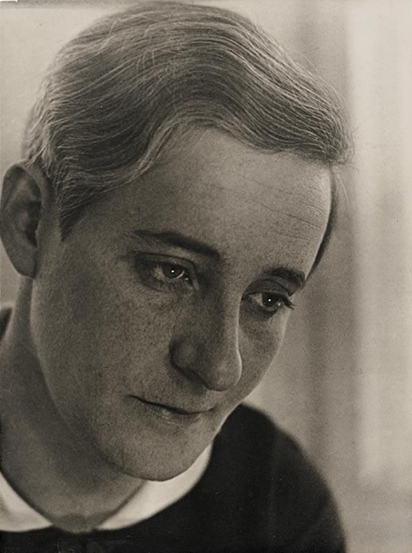
Aenne Biermann in 1931
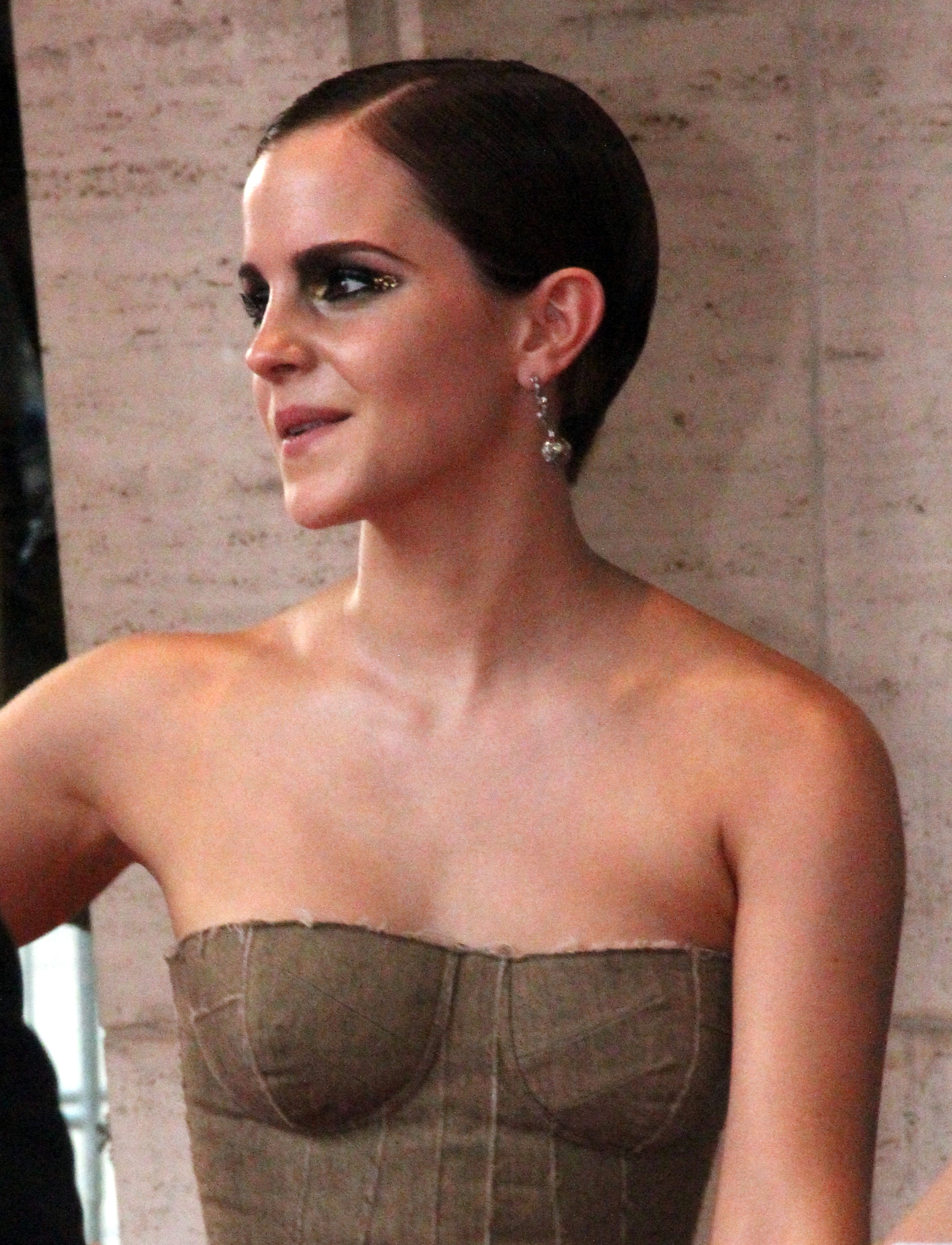
Emma Watson in 2011
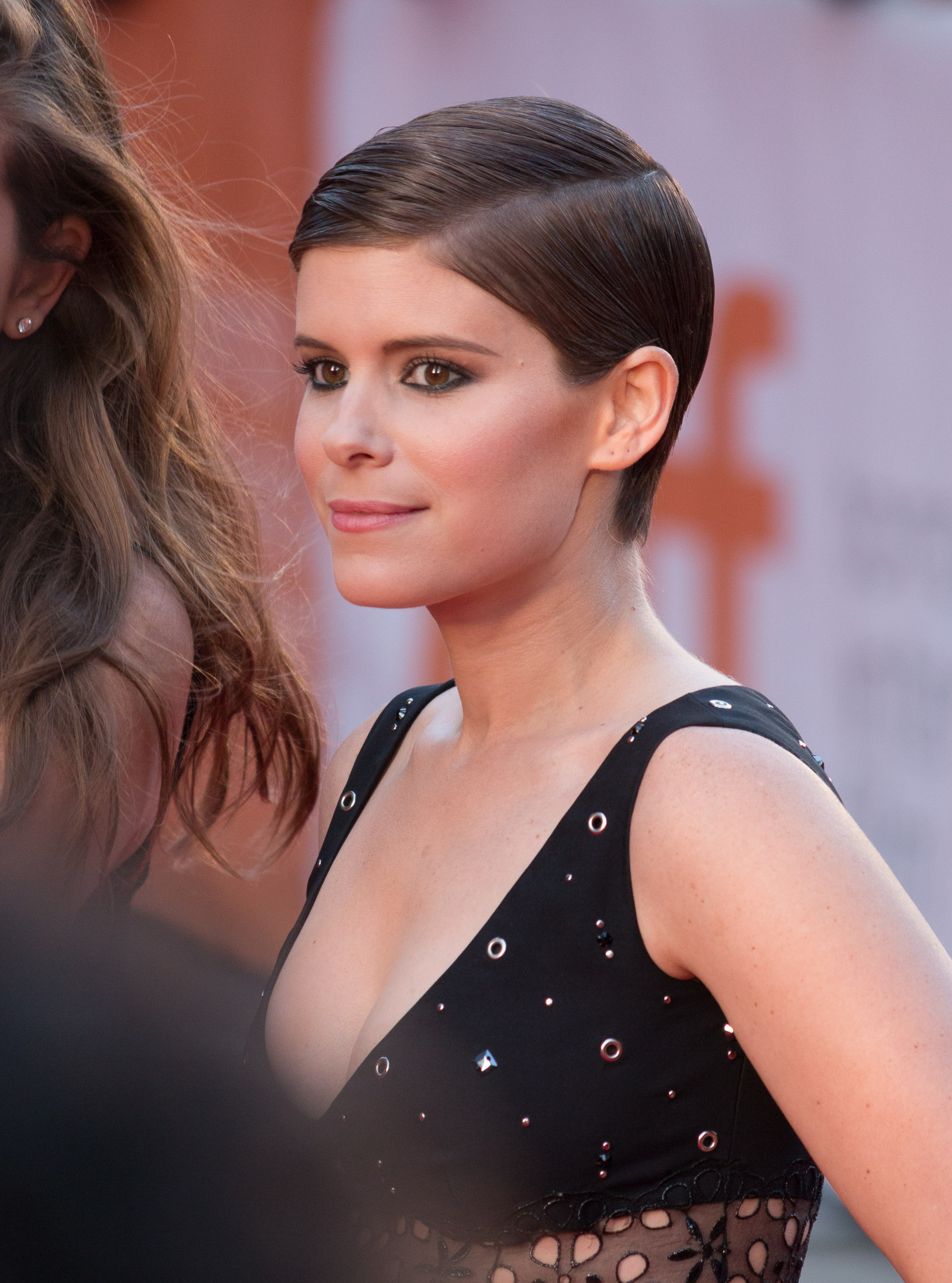
Kate Mara in 2015